# Forteresse d'Almeida
La forteresse d'Almeida est une fortification militaire située dans la freguesia d'Almeida (pt), sur le territoire de la municipalité d'Almeida (district de Guarda, Portugal),.
La forteresse d'Almeida fait partie de la Route des forteresses bastionnées de la Frontière (RFAR), un itinéraire touristique intégrant les ensembles monumentaux d'Almeida, Marvão, Valença et Elvas. En juin 2024, la candidature des forteresses bastionnées de la Frontière (FAR) a été officiellement soumise à la Commission nationale de l'UNESCO . Les vestiges du château médiéval d'Almeida font partie des défenses de la forteresse. Elle est classée Monument national depuis 1928.

## Historique
La structure actuelle remonte au XVIIe siècle, lors de la Restauration de l'Indépendance, lorsque, après avoir réévalué sa position stratégique, elle fut transformée en une puissante forteresse. Commencée en 1641 par le gouverneur d'armes de la province de Beira, Álvaro Abranches, ses travaux monumentaux ne furent achevés qu'à la fin du XVIIIe siècle sous le comte de Lippe.
Structure clé lors des conflits de succession répétés du XVIIIe siècle, elle fut cédée par ordre du gouvernement à l'armée napoléonienne sous le commandement du général Jean-Andoche Junot fin 1807 pendant la guerre d'indépendance espagnole. Restituée au Portugal, elle fut à nouveau assiégée par les troupes françaises, cette fois sous le commandement du général André Masséna (août 1810). Sous le feu de l'artillerie ennemie, la poudrière explosa, rasant l'ancien château médiéval et une partie de la ville, tuant et blessant plus de cinq cents personnes. Les brèches ouvertes dans les remparts par l'impact de l'explosion forcèrent la reddition de la place, qui fut alors occupée par les Français. Quelques mois plus tard, elle fut à nouveau assiégée, cette fois par les troupes anglaises. Acculés, les défenseurs français parvinrent à se retirer, faisant sauter la place derrière eux.

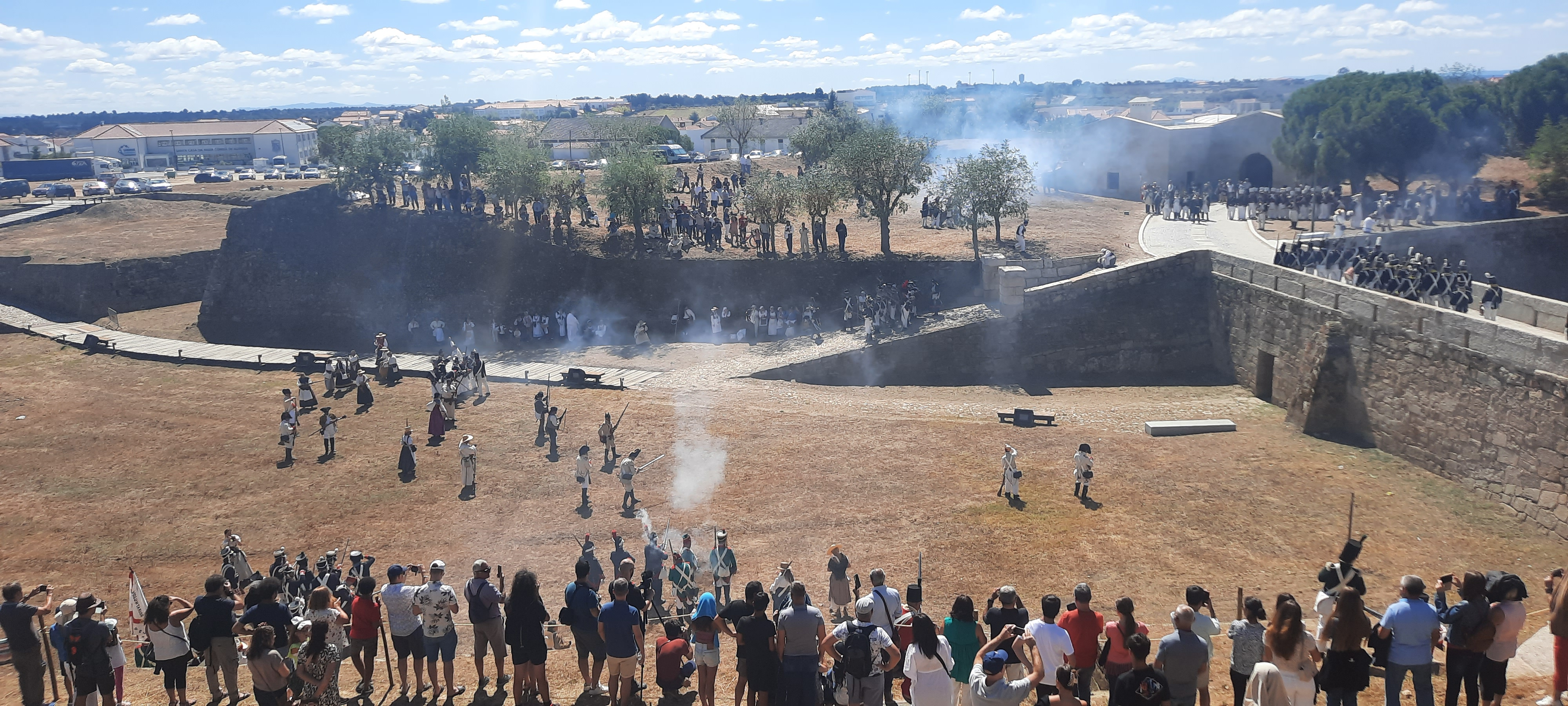
Reconstitution historique du siège d'Almeida. (Portes de São Francisco).

Au XIXe siècle, pendant la période des guerres libérales (1832-1834), la forteresse d'Almeida fut à nouveau le théâtre d'affrontements pour sa possession, qui alternèrent entre absolutistes et libéraux, ses casemates servant de prison à mille cinq cents prisonniers politiques.
Au XXe siècle, ce n'est qu'en 1927 que la forteresse cessa définitivement ses fonctions militaires. Le complexe est classé Monument national par les décrets 14.985, publiés le 3 février 1928, et 28.536, publié le 22 mars 1938.
À l'intérieur de la place, on peut admirer la caserne de l'Escadron (Quartel das Esquadras), les fondations de l'ancien château d'Almeida, la tour de l'horloge (Torre do Relógio), le Picadero d'El Rey, la Pousada, la Casa da Roda, le bâtiment de la Mairie (ancienne Caserne d'Artillerie), le musée historique et militaire d'Almeida (casemates) et le Centre d'Études d'Architecture Militaire (CEAMA).
En août 2009, dans le cadre des commémorations annuelles du siège d'Almeida (1810), le Musée historique et militaire d'Almeida (MHMA) a été inauguré dans les anciennes casemates, occupant sept salles, chacune dédiée à un thème, de la préhistoire, la guerre de Restauration, la guerre de Sept Ans, les guerres péninsulaires, la guerre civile portugaise (1828-1834) à la Première Guerre mondiale.
Almeida fait partie du réseau des Villages historiques du Portugal (Aldeias Históricas de Portugal (pt)).

## Caractéristiques

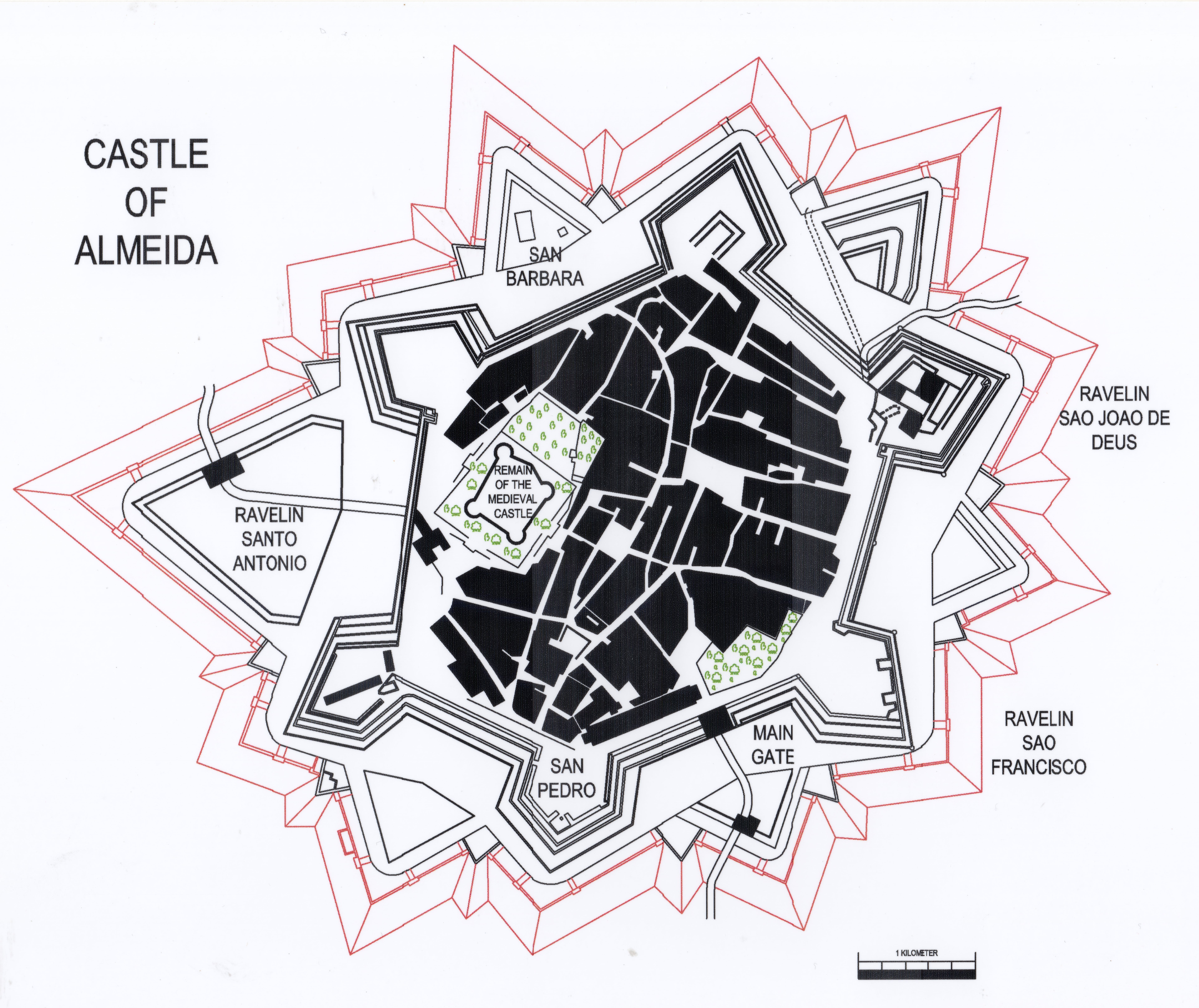
Plan de la forteresse d'Almeida.

La fortification, de style Vauban, présente un plan irrégulier en étoile, avec six bastions entrecoupés de six courtines à demi-lunes, dans un périmètre bastionné atteignant 650 000 m2 de superficie. Parmi les points forts, on peut citer :
- Bastion Saint-Pierre ;
- Bastion du Drapeau ;
- Bastion de Notre-Dame de Brotas - également connu sous le nom de Bastion du Train pour avoir abrité le bâtiment du Train d'Artillerie , actuel Picadeiro d'El-Rey , une école équestre ;
- Bastion de Santa Bárbara - également connue sous le nom de Praça Alta en raison de sa position élevée, où subsistent les vestiges de l'ancienne chapelle de Santa Bárbara ;
- Bastion de Saint-Jean-de-Dieu et Bastion de San Francisco.

Sont accessibles par les fossés :
- Ravelin de la Croix ;
- Ravelin de la Brèche ;
- Ravelin de Saint Antoine ;
- Païol Ravelin de Païol ;
- Double Ravelin et Ravelin des Amours.

L'accès à la place-forte se fait par deux portes doubles, accessibles par des ponts en maçonnerie, défendus par des ravelins ouvrant sur un tunnel, avec des voûtes à l'épreuve des bombes, surmontées des armoiries royales :
- Portes Santo António - déchirées au nord ;
- Portes de Saint François - également appelées Portes de la Croix.

À noter également :
- Fausses Portes - cachées, elles permettent d'accéder aux galeries souterraines de la fortification, assurant une liaison entre la Place et les douves.
- Caserne de l'escadron – Construite par le comte de Lippe, elle servait autrefois de caserne d'infanterie. Ornée d'un blason aux armes royales, elle devait servir de modèle à la construction d'autres casernes dans les places fortes portugaises.
- Casemates - espaces construits pour être à l'épreuve des bombes au XVIIIe siècle, occupaient une grande zone souterraine, divisée en vingt pièces et couloirs.

Ces défenses sont complétées par des embrasures, des plates-formes et des flancs bastionnés. Les murailles sont revêtues de pierre et entourés de douves (douze mètres de profondeur, dix mètres de largeur et soixante-deux mètres de largeur) et de passages couverts. Une place d'armes, des esplanades, des casernes, des magasins, des dépôts et des ateliers complètent ce complexe monumental.

## Galerie

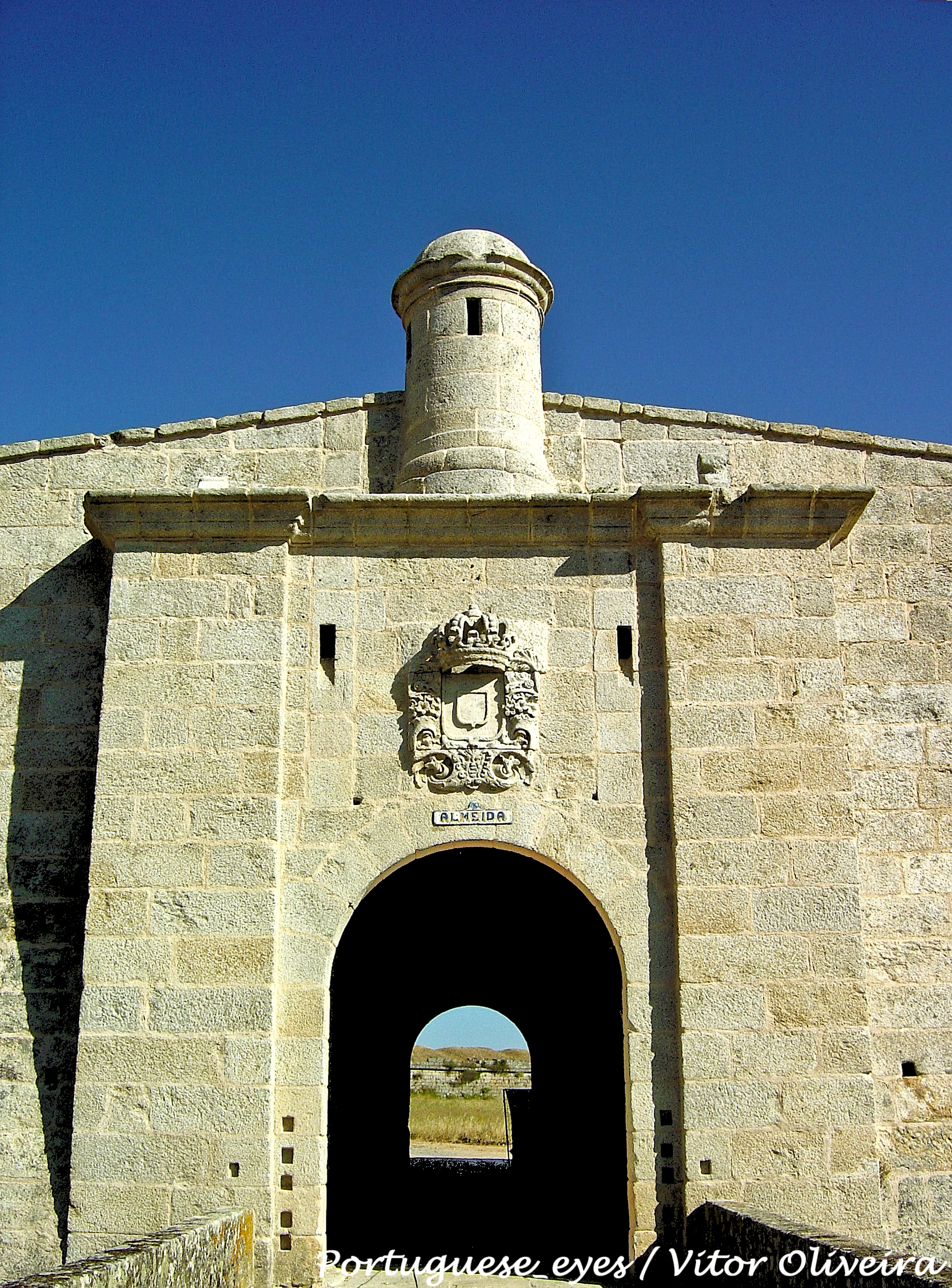
Porte de San Antonio.
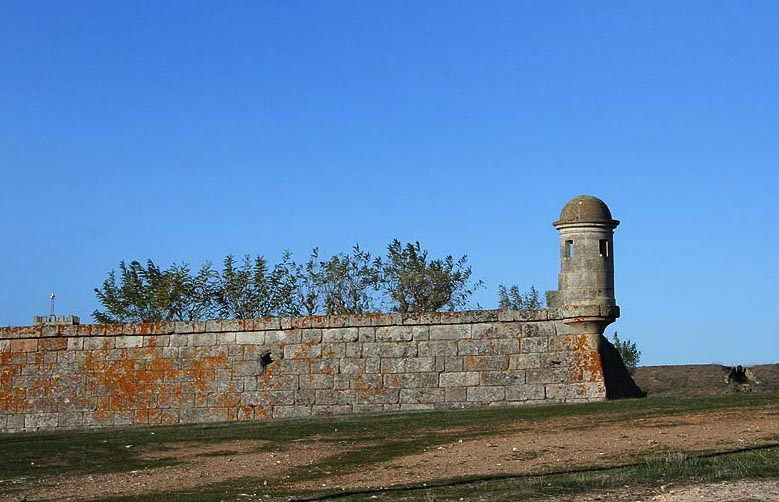
Muraille et échauguette.
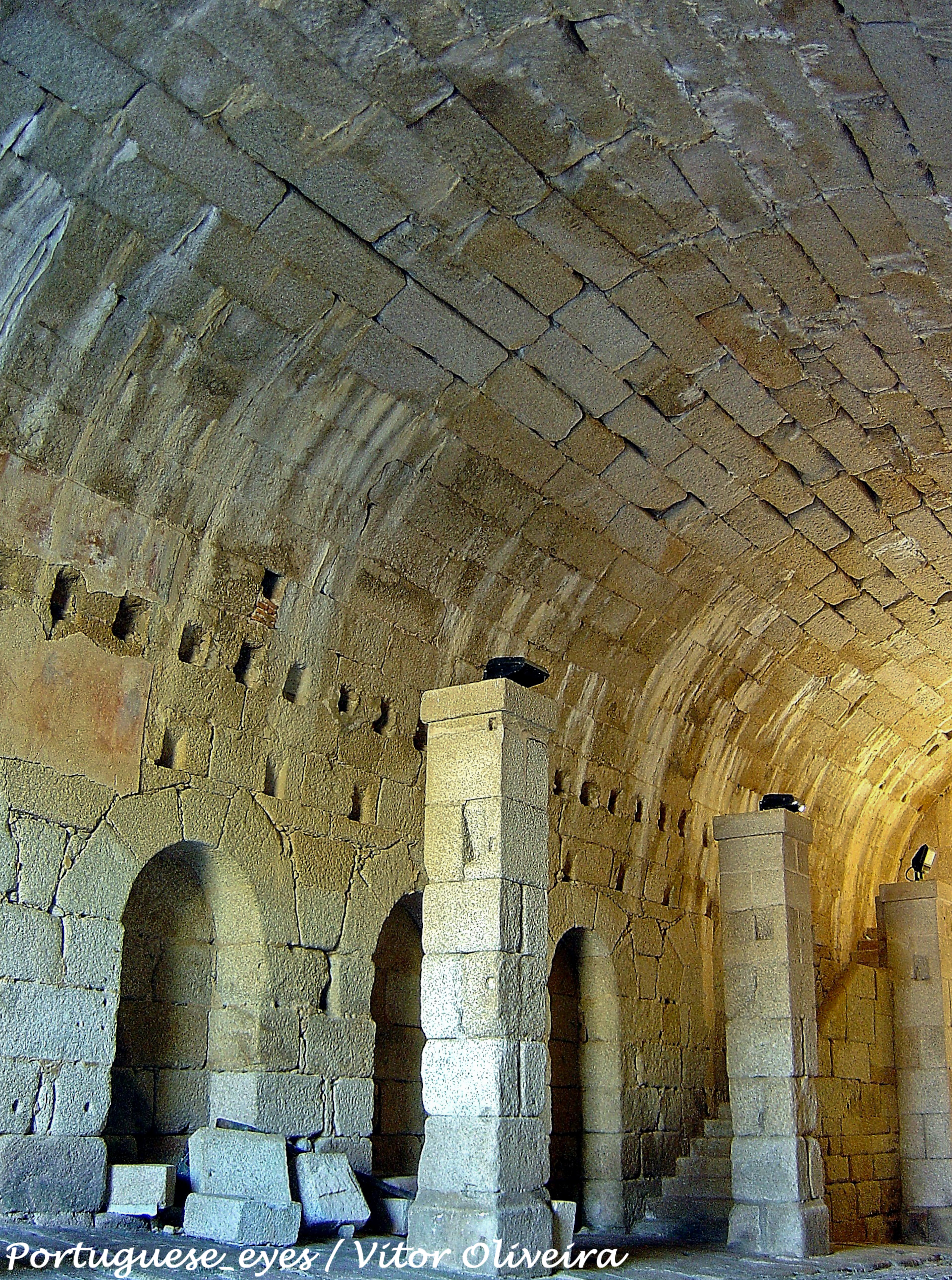
Couloir intérieur.
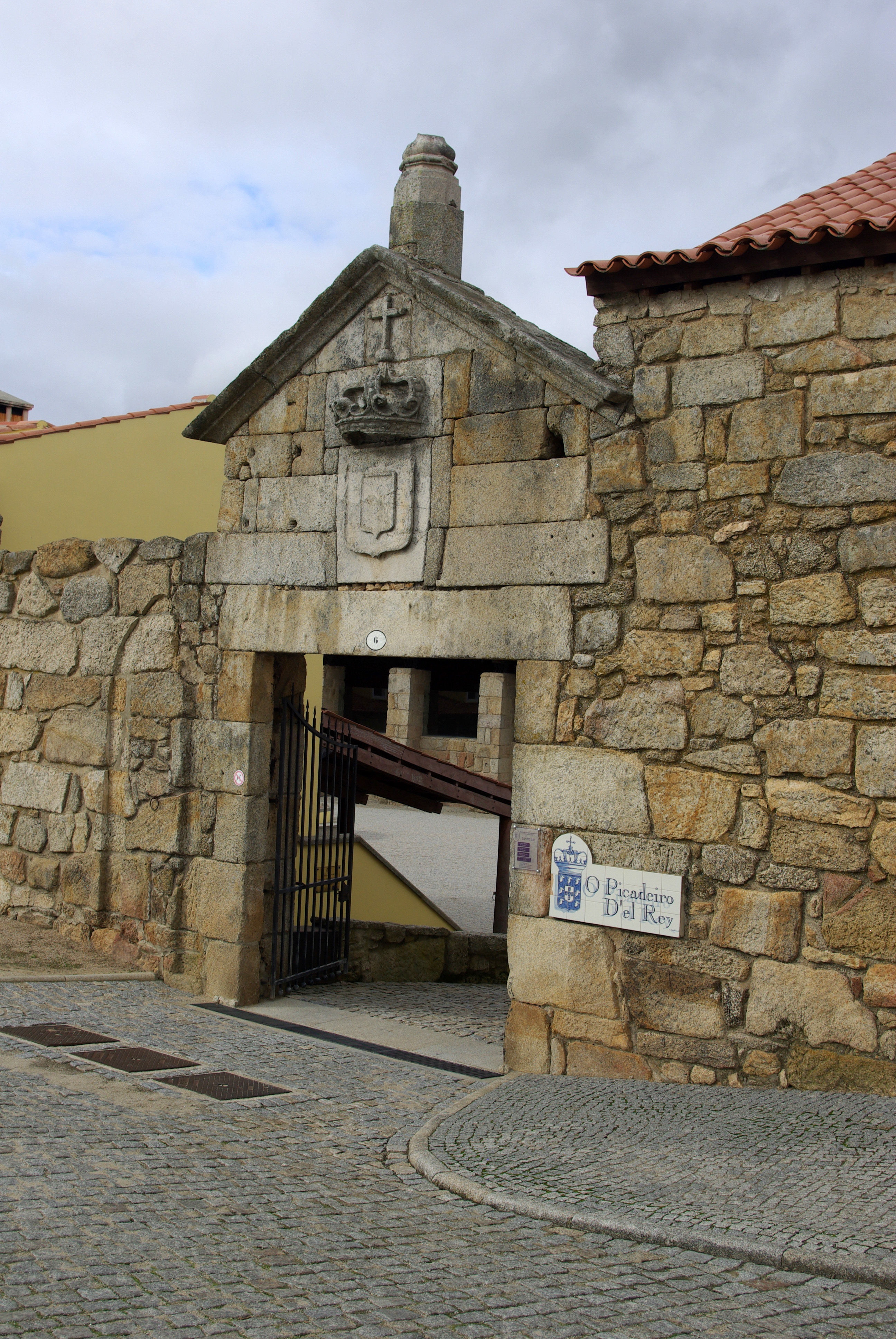
Picadero del Rey.